# Chiesa dei Santi Gervasio e Protasio (Domodossola)
La chiesa dei Santi Gervasio e Protasio, monumento nazionale, sorge a Domodossola ed è stata ricostruita tra il 1792 e il 1798 su disegno dell'architetto regio Matteo Zucchi, a partire da una chiesa preesistente risalente al XV secolo. Come chiesa più importante dell'Ossola non solo è stata chiamata duomo, ma ha dato il nome allo stesso borgoː inizialmente Domus Oxile, quindi Burgus Domi e Burgus Domi Ossule, successivamente italianizzato in Domiossola, Duomo d'Ossola, Domo d'Ossola nell'Ottocento e infine l'attuale Domodossola.

## La chiesa
La collegiata, dedicata ai santi Gervasio e Protasio e ricca di stucchi e dorature, è a tre navate con sei cappelle oltre all'altar maggiore. A causa di mancanza fondi, rimase senza facciata fino al 1954, quando, approvato il progetto dell'architetto Giovanni Greppi, con l'aiuto dell'arciprete Monsignor Luigi Pellanda fu completata la nuova facciata. Quest'ultima fa spiccare il portichetto barocco e dà risalto al portale romanico (scoperto durante i lavori), proveniente dalla prima collegiata domese situata nei pressi del castello e demolita a metà Quattrocento per ragioni militari.
Nella navata sinistra è visibile un architrave in serpentina (presumibilmente appartenente all'antico portale), donato nel 1954 dalla Fondazione Galletti, raffigurante Carlo Magno nell'atto di ricevere l'orifiamma e una scena della battaglia di Roncisvalle. Tutti gli affreschi interni e i tre grandi catini della navata centrale sono opera di Lorenzo Peretti, mentre il Crocefisso sull'altar maggiore è opera del maestro intagliatore Giorgio de Bernardis. 
Una pala d'altare di valore, attribuita a Tanzio da Varallo, raffigurante San Carlo che comunica gli appestati è situato nella cappella di San Carlo Borromeo.
L'organo, ubicato sulla cantoria sopra la bussola di ingresso, è un magnifico Bernasconi a due tastiere e pedaliera integralmente meccanico, datato 1889.